# Bomarea brachysepala
Bomarea brachysepala är en alströmeriaväxtart som beskrevs av George Bentham. Bomarea brachysepala ingår i släktet Bomarea och familjen alströmeriaväxter. IUCN kategoriserar arten globalt som nära hotad. Inga underarter finns listade i Catalogue of Life.